# Viêm tủy (răng)
Viêm tủy là tình trạng viêm của mô tủy răng. Tủy răng chứa mạch máu, thần kinh và mô liên kết trong răng cung cấp máu và chất dinh dưỡng cho răng. Viêm tủy chủ yếu có nguyên nhân là do nhiễm khuẩn thứ phát từ sâu răng. Biểu hiện của bệnh là đau răng.

## Triệu chứng
Tăng nhạy cảm với kích thích đặc biệt là nóng và lạnh là triệu chứng thường gặp của viêm tủy. Đau thường kéo dài, dữ dội, thành cơn.  Tuy nhiên, một số trường hợp cũng không biểu hiện đau.

## Nguyên nhân
Viêm tủy có thể do sâu răng xâm nhập qua men răng và ngà răng đến tủy hoặc do chấn thương, ví dụ như lực tác dụng mạnh vào răng hoặc nhiệt độ cao như không làm mát đủ trong quá trình khoan răng và sử dụng quang trùng hợp. Viêm tủy do chấn thương là nguyên nhân thường gặp hơn do điều trị.
Phản ứng viêm thường do nhiễm khuẩn nhưng cũng có thẻ là do chấn thương lặp đi lặp lại hoặc một số ít trường hợp viêm quanh răng. Trong trường hợp sâu răng xâm nhập, khoang tủy sẽ không thể đóng kín với môi trường trong khoang miệng.
Khi tủy răng bị viêm, áp lực sẽ ngày càng tăng lên trong khoang tủy và chèn ép lên thần kinh răng và mô xung quanh. Áp lực này có thể gây đau từ trung bình đến dữ dội phụ thuộc vào mức độ viêm và phản ứng của cơ thể. Áp lực trong khoang tủy răng không thể phân tán ra xung quanh mô mềm như những bộ phận khác của cơ thể. Do tủy được bao bọc bởi ngà răng - một mô cứng nên không thể giải tỏa được áp lực, nên trong quá trình viêm, máu sẽ càng đi tới gây đau nhiều hơn.
Viêm tủy răng thường gây áp lực lớn lên thần kinh răng nên một số bệnh nhân khó xác định vị trí đau chính xác, dễ nhầm lẫn với các răng bên cạnh, gọi là đau quy chiếu. Đáp ứng miễn dịch của cơ thể tại khoang tủy khá hạn chế nên rất khó để tấn công loại trừ vi khuẩn trong viêm tủy
Trường hợp răng không được thần kinh chi phối có thể dẫn tới viêm tủy không hồi phục phụ thuộc vào vùng, mức độ nhiễm khuẩn và thời gian chấn thương. Đây là ls do tại sao những người mất chi phối thần kinh răng giảm khả năng hồi phục và tăng tỷ lệ tổn thương răng. Do đó, ở người già, sự mất dần thần kinh chi phối dẫn đến viêm tủy răng.